# Troldnød-familien
Troldnød-familien (Hamamelidaceae) er mest tropisk og subtropisk. Den rummer 27 slægter og omkring 80-90 arter. Her nævnes de slægter, der kendes via arter, som dyrkes her i landet.
| Slægter |

- Hasselbror (Corylopsis)
- Papegøjebusk-slægten (Parrotia) eller Papegøjetræ
- Troldel (Fothergilla)
- Troldnød (Hamamelis)